# Hellig Usvart
Hellig Usvart è l'album di debutto del gruppo australiano unblack metal Horde, pubblicato nel 1994 dalla Nuclear Blast Records. Fin dalla sua uscita nel 1994, l'album generò polemiche e controversie tra gli appassionati di black metal; la casa discografica Nuclear Blast ricevette delle minacce di morte con la richiesta di togliere l'album dal proprio catalogo distributivo in quanto il disco include testi ispirati al Cristianesimo, anti-satanici e contro tutto quello che propagava il black metal in generale. A causa del forte contrasto delle tematiche dei testi con la musica, nel 1995 l'album fu inizialmente considerato una parodia del movimento Norwegian Black Metal da giornali come Morgenbladet.
L'unico componente della band, il polistrumentista Jayson Sherlock, che utilizza lo pseudonimo "Anonymous", ha in seguito dichiarato nel corso di alcune interviste che l'album era stato pensato per portare "un po' di speranza e di luce nella squallida e desolante sottocultura black metal". Rowe Productions e Metal Mind Productions hanno ristampato l'album, che nel corso degli anni è diventato un classico del movimento Christian metal, ed è riconosciuto essere il primo esempio di album "Unblack metal", cioè "Black metal di ispirazione cristiana" (una sorta di ossimoro).

## Il disco
Nel 1993, il batterista Jayson Sherlock, da poco uscito dalla band death metal Mortification, si unì ai Paramaecium. Durante questo periodo, Sherlock rimase affascinato dal nascente stile black metal scandinavo pur non condividendo le tematiche sataniste e negative promulgate nei testi delle canzoni. Egli decise di registrare un album di musica in quello stile ma che diffondesse un messaggio cristiano anziché satanico, con l'intento di portare uno spiraglio di positività nell'oscuro movimento. Sherlock finì per dedicarsi da solo al progetto, essendo in grado di suonare vari strumenti. Nel 1994 formò il suo progetto solista chiamandolo "Beheadoth" e registrò il pezzo Mine Heart Doth Beseech Thee (O Master) che apparve in una compilation distribuita dalla Rowe Productions. Successivamente, Sherlock cambiò il nome della sua band in "Horde". Sfruttando le conoscenze alla Nuclear Blast Records che aveva fatto ai tempi dei Mortification, discusse con il proprietario dell'etichetta Markus Staiger l'idea di pubblicare un album degli Horde. Staiger si dimostrò interessato al progetto e decise di pubblicare l'album per la sua etichetta discografica.

### Registrazione
Hellig Usvart fu registrato nei giorni 11–15 luglio del 1994. Sherlock (come "Anonymous") si occupò di suonare tutti gli strumenti e della produzione. Come ingegnere del suono fu chiamato un individuo non specificato che utilizzò lo pseudonimo "Unblack Mark". Essendo anche un artista grafico, Sherlock si occupò pure della grafica di copertina. La trovata iniziale della casa discografica era quella di non rivelare le identità dei musicisti sull'album. Circa il titolo scelto per il disco, Hellig Usvart, che in norvegese significa "holy unblack", Sherlock disse in un'intervista: «Avevo letto sul retro di copertina di uno dei primi dischi dei Darkthrone: "Darkthrone play Unholy Black Metal". Dato che gli Horde dovevano essere l'opposto di un approccio come questo, pensai a "Holy Unblack Metal". Penso che fu così che mi venne in mente il titolo. La musica era in stile Black Metal, ma dato che i testi parlavano d'altro, allo stesso tempo non era Black Metal».

### Stile
Musicalmente, Hellig Usvart possiede sonorità simili a quelle della seconda ondata black metal dei primi anni novanta; musica primitiva, lo-fi, black metal "vecchia scuola". Le prime tre tracce hanno un'atmosfera più oscura, mentre brani come Thine Hour Hast Come e Invert the Inverted Cross sono più movimentati. Dal punto di vista dei contenuti testuali, Hellig Usvart è una diretta lode a Dio, con un approccio anti-satanismo, come spesso esemplificato anche dai titoli delle canzoni stesse.

### Pubblicazione
La prima tiratura dell'album nel 1994 fu di sole 4,000 copie. Nel 1999, la Rowe Productions acquistò tutte le rimanenti copie e le distribuì a livello internazionale, per poi stamparne ulteriori copie con l'aggiunta della traccia My Heart Doth Beseech Thee (O Master). Nel 2004 l'etichetta australiana Soundmass ristampò Hellig Usvart nell'edizione speciale per il decimo anniversario. Nel 2008, la polacca Metal Mind Productions ristampò anch'essa l'album in formato digipak.

## Tracce
- Tutti i brani sono opera di Anonymous (Jayson Sherlock).

1. A Church Bell Tolls Amidst the Frozen Nordic Winds - 1:02
2. Blasphemous Abomination of the Satanic Pentagram - 0:47
3. Behold, the Rising of the Scarlet Moon - 3:22
4. Thine Hour Hast Come - 4:05
5. Release and Clothe the Virgin Sacrifice - 5:37
6. Drink From the Chalice of Blood - 3:59
7. Silence the Blasphemous Chanting - 5:37
8. Invert the Inverted Cross - 3:10
9. An Abandoned Grave Bathes Softly in the Falling Moonlight - 5:09
10. Crush the Bloodied Horns of the Goat - 1:26
11. Weak, Feeble, and Dying Anti-Christ - 3:32
12. The Day of Total Armageddon Holocaust - 1:43

Bonus track ristampa 1999
1. My Heart Doth Beseech Thee (O Master) - 2:56

## Formazione
- Anonymous (alias Jayson Sherlock) - voce, chitarre, basso, tastiere, batteria

Produzione
- Produttore esecutivo: Markus Staiger
- Arrangiamenti, Produzione e missaggio: Anonymous
- Ingegnere del suono: "Unblack Mark"

## Controversie
Fin dalla sua prima pubblicazione nel 1994, Hellig Usvart fu oggetto di una campagna denigratoria all'interno della comunità black metal, che riteneva "Anonymous" colpevole di "eresia" per aver cantato le lodi del Signore e parlato male di Satana all'interno di un album di musica black metal. Furono inviate minacce di morte a Markus Staiger e alla Nuclear Blast per far loro rivelare l'identità del musicista che aveva prodotto il disco, e chiedere la cancellazione di tale "obbrobrio" dal catalogo dell'etichetta. Anche gli Horde furono oggetto di minacce di morte per essere una "band cristiana" che suonava black metal. In un'intervista con Erasmus della Son of Man Records, Sherlock sembrò smentire queste voci: «Ne ho sentito parlare [delle minacce di morte] solo per sentito dire. Non ho mai personalmente ricevuto alcuna minaccia di morte, neanche una. Ne ho sentito parlare ma questo è tutto». A causa dei testi fortemente anti-satanismo di brani quali Crush the Bloodied Horns of the Goat l'album fu visto da molti come una parodia dichiarata della scena black metal più estrema. A supporto di tale interpretazione, il 6 giugno 1995, il quotidiano norvegese Morgenbladet pubblicò un articolo sugli Horde, scrivendo: "L'album degli Horde è una satira abbruttita del movimento black metal norvegese". Nello stesso articolo Hellig Usvart veniva paragonato a un disco degli Spinal Tap, con il medesimo intento parodistico. Tuttavia, a posteriori Sherlock ci tenne a chiarire che la sua intenzione non era quella di "prendere in giro" il black metal, ma piuttosto di contrastarne gli ideali:
(Jayson Sherlock (Anonymous), intervista concessa alla Son of Man Records, 2006.)

## Impatto ed eredità
Hellig Usvart fu un disco seminale, molto influente per il movimento Christian Black Metal. L'album ispirò anche svariati imitatori, specialmente in Sud America, con gruppi quali Poems of Shadows che dimostrarono l'influenza dello stile degli Horde nel loro album Nocturnal Blasphemous Chanting. Riviste di settore come HM diedero buone recensioni di Hellig Usvart, e successivamente critici musicali quali Matt Morrow di The Whipping Post assegnarono al disco un voto di 10 su 10, scrivendo: " ...questo album è stato fatto più di ogni altra cosa, per sottolineare un punto di vista. Ha reso forte e chiaro questo dissenso, e ha anche spalancato la porta e spianato la strada a molte band black metal cristiane future per portare la luce di Cristo in una scena musicale estremamente oscura". Nel 2010 HM Magazine classificò Hellig Usvart alla posizione numero 63 nella lista "Top 100 Christian Rock Albums of All Time" da loro redatta.